# 第142师团
第142师团（Dai-hyakuyonjūni Shidan）是日本帝国陆军第一个步兵师团。它的代号是护仙兵团（Kosen Heidan）。该师团于1945年2月28日在仙台组建。

## 行动
第142师团的司令部设在横贺町（今黑川区）。它的主要任务是保卫仙台湾和石卷湾的海岸。其下辖的第407步兵团兵力严重不足。直到1945年8月15日日本投降，该师都没有进行任何战斗。